# Luciano Ferrari
Luciano Gabriel Ferrari (* 23. Dezember 1998) ist ein argentinischer Leichtathlet, der sich auf den Weitsprung spezialisiert hat.

## Sportliche Laufbahn
Erste Erfahrungen bei internationalen Meisterschaften sammelte Luciano Ferrari im Jahr 2022, als er bei den Südamerikaspielen in Asunción mit einer Weite von 7,44 m den sechsten Platz im Weitsprung belegte. Im Jahr darauf gelangte er bei den Südamerikameisterschaften in São Paulo mit 7,07 m auf Rang elf und 2025 brachte er bei den Südamerikameisterschaften in Mar del Plata keinen gültigen Versuch zustande. 
In den Jahren 2020 und 2022 sowie 2023 und 2025 wurde Ferrari argentinischer Meister im Weitsprung.